# Niedarzyn (Glinno)
Niedarzyn – osada w Polsce położona w województwie wielkopolskim, w powiecie wągrowieckim, w gminie Skoki. 
Miejscowość wchodzi w skład sołectwa Glinno. W osadzie znajdują się resztki cmentarza ewangelickiego z nikłymi resztkami nagrobków.
W latach 1975–1998 miejscowość administracyjnie należała do województwa poznańskiego.